# تاچیبانا مونه‌شیگه
تاچیبانا مونه‌شیگه (به ژاپنی: 立花宗茂 Tachibana Muneshige)

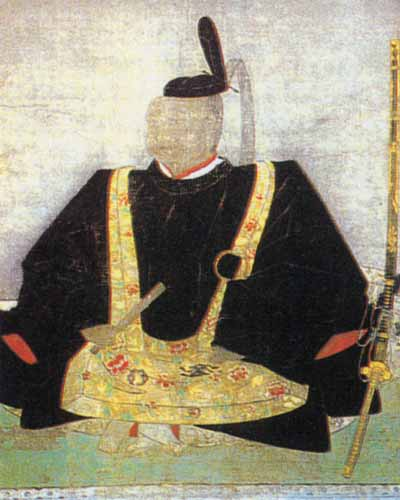
تاچیبانا مونه‌شیگه

(۱۸ دسامبر، ۱۵۶۷ – ۱۵ نوامبر، ۱۶۴۳) یک سامورایی و دایمیو در دوره آزوچی–مومویاما و اوایل دوره ادو بود.